# デブゴンの霊幻刑事
『デブゴンの霊幻刑事』（デブゴンのきょんしーでか、原題：霹靂大喇叭、英題：Where's Officer Tuba?）は、1986年の香港映画。日本では劇場未公開。DVD邦題は複数あり、パラマウント ホーム エンタテインメント ジャパンからリリースされたDVDは『デブゴンの霊幻刑事』、スパイクからリリースされたDVDは『サモ・ハン・キンポーのオバケだよ!全員集合!!』である。

## ストーリー
陳文俊と張定其は警察隊の中でも一兵卒として頑張っている。偶然にも機運に押されて、神探と「千面人」の事件を捜査している。だが、神探は事件に巻き込まれ死んでしまう。このままでは終われないと思った神探は冤魂と化して現世に帰ってくる。そして、千面人に対して復讐を誓う。
さらに神探は陳文俊に向かって、もし復讐を手伝ってくれないならば、お前とガールフレンドのJoanとの関係を破壊する、と脅迫した。陳文俊と張定其をも巻き込んだ神探の復讐は成功するのか？

## キャスト
| キャスト             | 役名   | 日本語吹替 |
| -------------------- | ------ | ---------- |
| サモ・ハン・キンポー | 陳文俊 | 水島裕     |
| ジャッキー・チュン   | 張定其 |            |
| デビッド・チャン     | 神探   |            |
| ジョイ・ウォン       | Joan   |            |

・日本語吹替:ゴールデン洋画劇場